# Manœuvres navales Iran-Chine-Russie
Les manœuvres navales Iran-Chine-Russie sont des manœuvres ou exercices militaires dans l'océan Indien et le golfe d'Oman, entre le détroit d'Ormuz, Bab-el-Mandeb et détroit de Malacca. Ces manœuvres qui ont commencé le 27 décembre 2019, ont duré 4 jours. Ce sont les premières manœuvres navales conjointes dans l'océan Indien et le golfe d'Oman avec la participation de la République Islamique d'Iran, la République populaire de Chine et la fédération de Russie,,,,.

## Contexte
Ces manœuvres navales interviennent dans un contexte de tensions entre Washington et Téhéran après le retrait de Washington en mai 2018 de l'accord sur le nucléaire iranien et des tensions dans le Golfe persique, quelques jours après les manœuvres conjointes russo-indiennes, baptisées Indra-2019. Ces manœuvres conjointes irano-russo-chinoises ont comme nom Ceinture de sécurité maritime et leur but est la lutte contre les terroristes et les pirates,.
Les États-Unis ont lancé une opération navale à Bahreïn afin de protéger les navires qui circulent dans le Golfe Persique un mois après cette opération. Washington a accusé Téhéran dans les attaques contre des installations pétrolières saoudiennes, et les États-Unis cherchent une coopération internationale pour protéger les navires qui circulent dans le golfe Persique mais la plupart des européens ont refusé d'intervenir,,.

## Réaction
Chine
- Wu Qian, porte-parole du ministère chinois de la Défense a expliqué le but de cet exercice de la manière suivante : «approfondir les échanges et la coopération entre les marines des trois pays»[8].

 Iran
- Selon Abolfazl Shekarchi le porte-parole des forces armées l'objectif de l'exercice est de renforcer la «sécurité commerciale internationale dans la région»[8].
- Gholamreza Tahani

 Russie